# مقاطعة ديويت (إلينوي)
مقاطعة ديويت (بالإنجليزية: DeWitt County)‏ هي إحدى المقاطعات في ولاية إلينوي في الولايات المتحدة الأمريكية.

## معرض صور

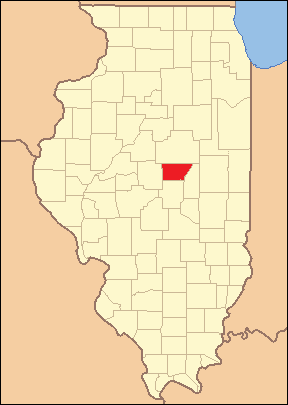
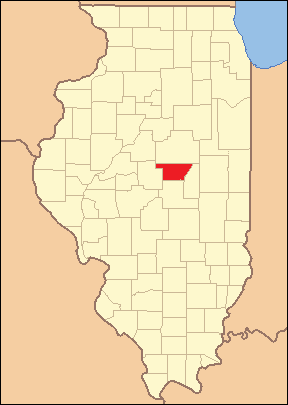
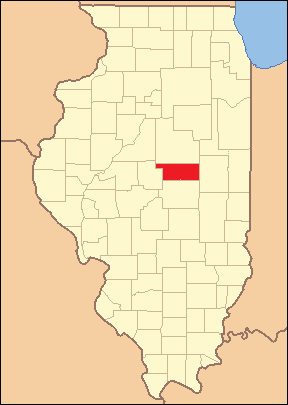